# Giuseppe Amoroso
Giuseppe Amoroso (Brescia, 8 agosto 1935 – Messina, 3 gennaio 2024) è stato un critico letterario e storico della letteratura italiano.

## Biografia
Allievo di Gaetano Mariani, insegnò Letteratura italiana per un trentennio presso la Facoltà di Lettere e Filosofia dell'Università degli Studi di Messina; nella sua carriera accademica scrisse decine di saggi a tema letterario, approfondendo in particolare gli studi sull'Ottocento e sul Novecento, con volumi su autori come Giovanni Prati, Bonaventura Tecchi, Michele Prisco, Vitaliano Brancati e Lucio Piccolo.
Collaborò per anni con la Gazzetta del Sud e con il Corriere della Sera.
Morì a Messina il 3 gennaio 2024 all'età di 88 anni.

## Opere
- Il realismo magico di Bontempelli, Messina, La editrice universitaria, 1959.
- Sull'elaborazione di romanzi contemporanei, Milano, Mursia, 1970.
- Itinerari stilistici di Tecchi, Firenze, F. Le Monnier, 1970.
- Giovanni Prati : voci borghesi e tensione romantica, Napoli, Giannini, 1973.
- Bonaventura Tecchi, Firenze, La Nuova Italia, 1976.
- Vitaliano Brancati, Firenze, La Nuova Italia, 1978.
- Michele Prisco, Firenze, La Nuova Italia, 1980.
- Narrativa italiana 1975-1983 : con vecchie e nuove varianti, Milano, Mursia, 1983 (2ª ed. 1991), ISBN 88-425-1107-2.
- Lucio Piccolo : figura d'enigma, Milano, All'insegna del pesce d'oro, 1988, ISBN 88-444-1106-7.
- Narrativa italiana 1984-1988, Milano, Mursia, 1989, ISBN 88-425-0230-8.
- La biblioteca di Shaharazàd : narrativa italiana 1989, Brescia, Morcelliana, 1990, ISBN 88-372-1405-7.
- La mappa della luna : narrativa italiana 1990, Brescia, Morcelliana, 1991, ISBN 88-372-1437-5.
- La bussola e il sogno : narrativa italiana 1991, Brescia, Morcelliana, 1992, ISBN 88-372-1466-9.
- Per quella voce, quel nulla : narrativa italiana 1992, Brescia, Morcelliana, 1993.
- Il cenacolo degli specchi : narrativa italiana 1993-1995, Caltanissetta [etc.], S. Sciascia, 1997.
- Il notaio della Via lattea : narrativa italiana 1996-1998, Caltanissetta [etc.], S. Sciascia, 2000, ISBN 88-8241-062-5.
- Le sviste dell'ombra : narrativa italiana 1999-2000, Soveria Mannelli, Rubbettino, 2002, ISBN 88-498-0057-6.
- Solo se inganno : narrativa italiana 2001, Soveria Mannelli, Rubbettino, 2004, ISBN 88-498-0764-3.
- Forse un assedio : narrativa italiana 2002, Soveria Mannelli, Rubbettino, 2004, ISBN 88-498-0967-0.
- Nelle storie degli altri : narrativa italiana 2003-2004, Soveria Mannelli, Rubbettino, 2006, ISBN 88-498-1499-2.
- Raccontare l'assenza : annotazioni sulla narrativa italiana del 2005, Napoli, Liguori, 2007, ISBN 978-88-207-4088-7.
- L'invisibile quotidiano : annotazioni sulla narrativa italiana 2006-2007, Napoli, Liguori, 2009, ISBN 978-88-207-4658-2.
- Retroparole : poesia italiana 1982-2009, Catania, Prova d'Autore, 2010, ISBN 978-88-6282-050-9.
- Il muro delle apparenze : annotazioni sulla narrativa italiana 2008-2010, Napoli, Liguori, 2013, ISBN 978-88-207-5577-5.